# Bursera inversa
Bursera inversa är en tvåhjärtbladig växtart som beskrevs av D.C. Daly. Bursera inversa ingår i släktet Bursera och familjen Burseraceae. Inga underarter finns listade i Catalogue of Life.